# Michel Salomon
Michel Salomon (Lilla, 29 aprile 1927 – Le Port-Marly, 16 giugno 2020) è stato un giornalista e un lobbista francese di origine ebraica.
Fu in particolare l'organizzatore e il coordinatore dell'Appello di Heidelberg.

## Biografia
Nel 1954, Michel Salomon conseguì il dottorato in Medicina a Parigi specializzandosi in dermatologia.
Fu medico militare durante la guerra d'Indocina, con il grado di capitano negli anni 1953-1954.
A partire dal 1955, pur continuando a esercitare la dermatologia, scrisse per diversi giornali francesi e stranieri: Le Monde, Paris Match, Le Canard enchaîné, Die Welt, The Guardian e The Washington Post.
Nel 1955 contribuì a lanciare la rivista ebraica mensile L'Arche, poi collaborò con le riviste Mondes d'Orient (creata nel 1951) e Les Parisiens.
Dal 1968 al 1974, fu inviato internazionale; corrispondente speciale per L'Express, principalmente in Europa centrale, negli Stati Uniti e in Estremo Oriente, responsabile per lo stesso giornale dell'ufficio di Gerusalemme per il Medio Oriente (dal 1970 al 1973).
Nel 1975, lavorò in Africa (Sudafrica, Angola, Zaire, Zambia...).
Dal 1976 al 1988, fu direttore dell'associazione «Prospective et Santé publique» e responsabile della rivista Prospective et Santé, poi, tra il 1989 e il 1991, direttore delle Pubbliche relazioni dei laboratori Sterling-Winthrop, fondando e dirigendo la rivista scientifica Projections.
Nel 1992, divenne direttore di un'associazione denominata International Center for a Scientific Ecology (ICSE), fondata a Parigi su iniziativa dell'industria dell'amianto per promuovere l'appello di Heidelberg.
Si ritirò a vita privata nel 1995.